# Флаг Ейского района
Флаг муниципального образования Е́йский район Краснодарского края Российской Федерации — опознавательно-правовой знак, служащий официальным символом муниципального образования.
Флаг утверждён 28 марта 2006 года и внесён в Государственный геральдический регистр Российской Федерации с присвоением регистрационного номера 2262.

## Описание
«Флаг Ейского района представляет собой прямоугольное зелёное полотнище с отношением ширины к длине 2:3, несущее со смещением к древку синюю с белыми границами волнистую диагональную полосу (габаритная ширина полосы равна 4/9 ширины полотнища) и вплотную к ней жёлтую волнистую полосу, габаритная ширина которой 3/5 ширины полотнища; на голубой полосе изображена белая с красными глазом и плавниками фигура стерляди».

## Обоснование символики
Флаг разработан на основе герба, в котором отражено название Ейского района — река Ея, вдоль берегов которой расположен район, а стерлядь, плывущая в синей реке, основной элемент герба города Ейска — центра района, имя которого перешло в район. Кроме того, стерлядь сама по себе отражает рыбные богатства Азовского моря, омывающего район.
Голубой цвет — символ чести, славы, преданности, истины, красоты, добродетели и чистого неба.
Белый цвет (серебро) — символ простоты, совершенства, мудрости, благородства, мира, взаимосотрудничества.
Жёлтая полоса символизирует богатую солнцем и дарами Кубанскую землю, что дополняется зелёным и жёлтым цветом — цветом сельского хозяйства.
Зелёный цвет — символ плодородия, спокойствия, здоровья и вечного обновления.
Жёлтый цвет (золото) — символ урожая, богатства, прочности, величия, интеллекта и прозрения.

## См. также

Флаги муниципальных образований Ейского района
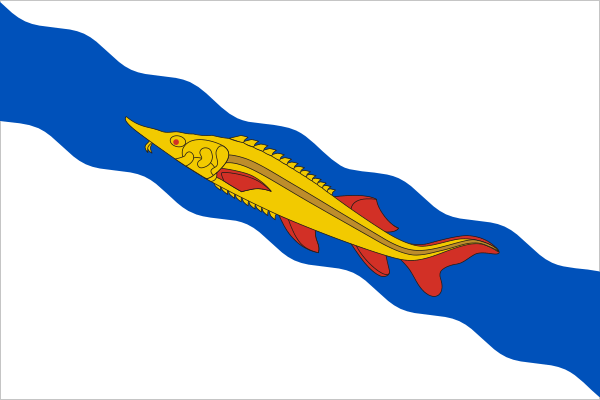
Ейское городское поселение
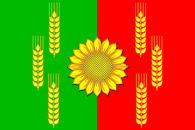
Ейское сельское поселение
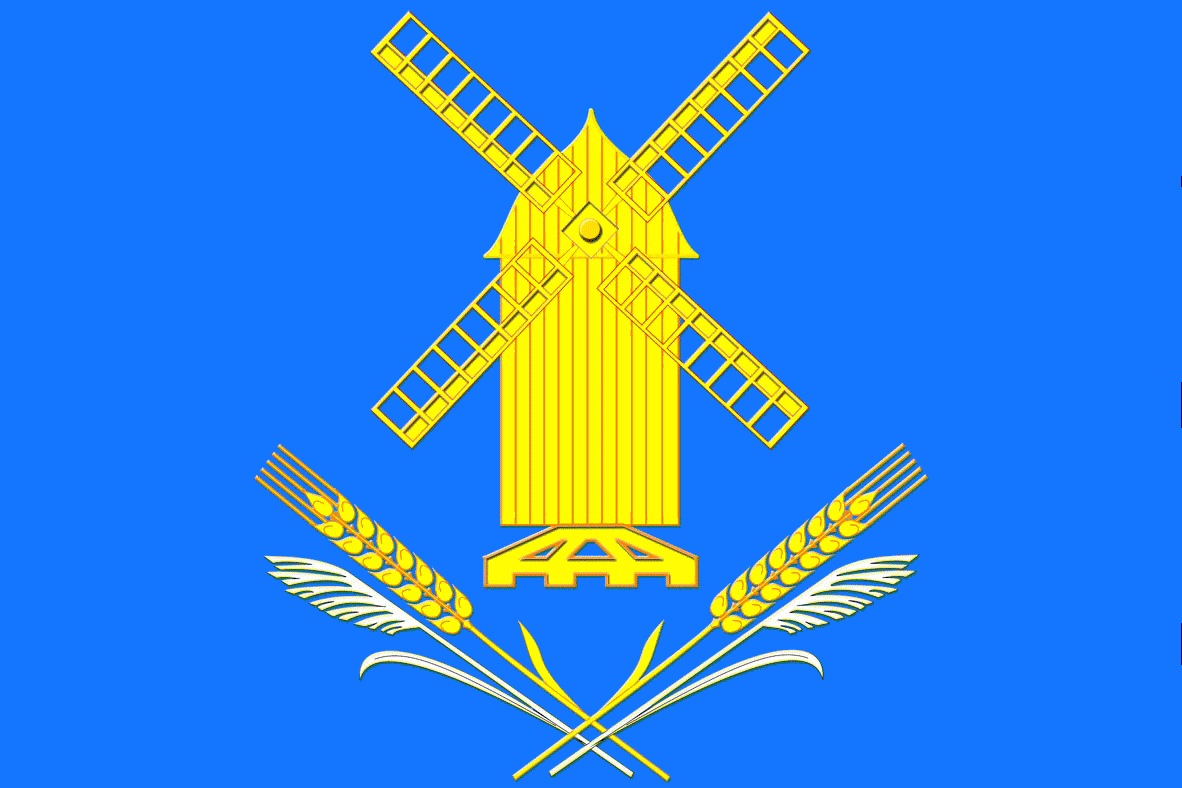
Камышеватское сельское поселение
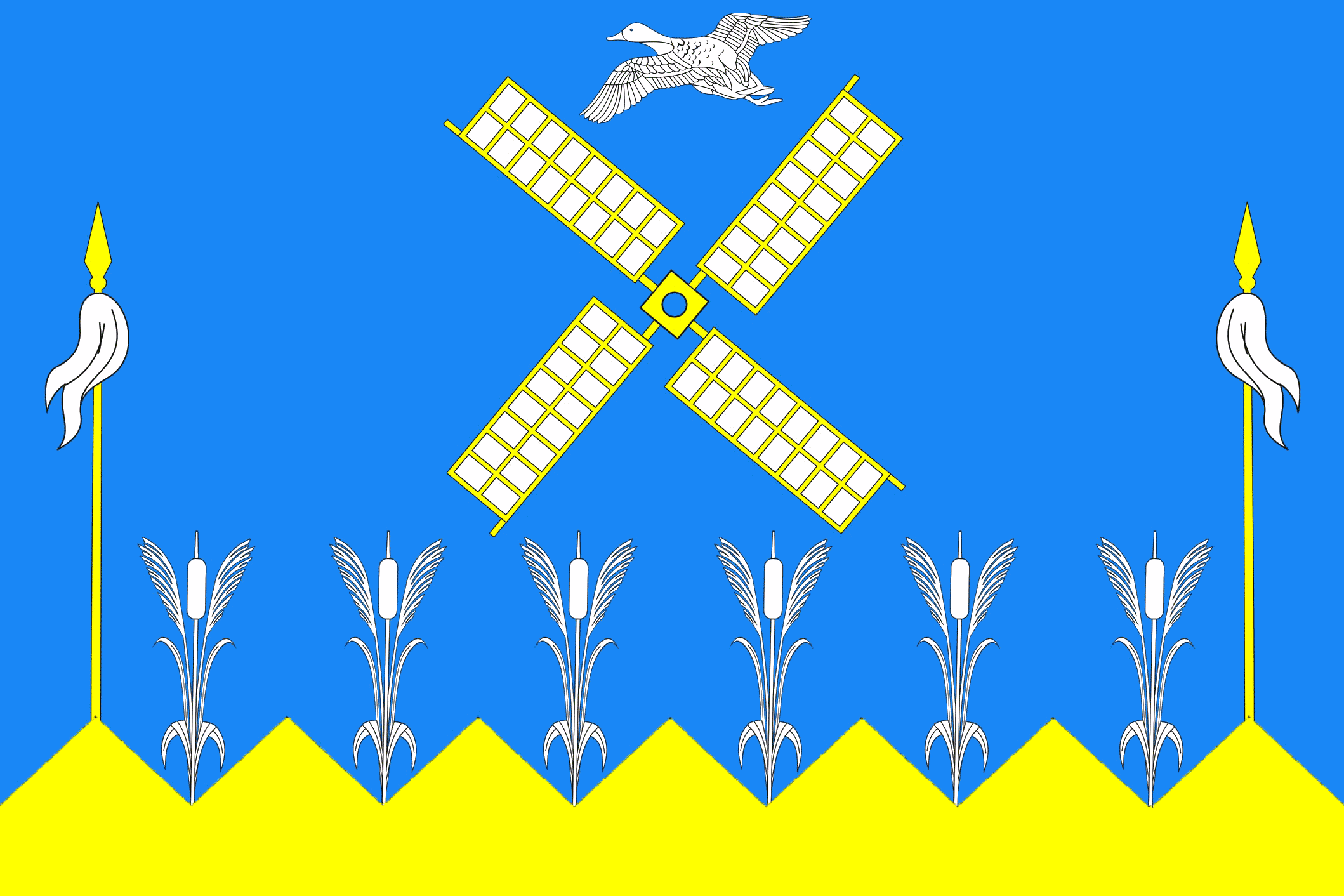
Копанское сельское поселение
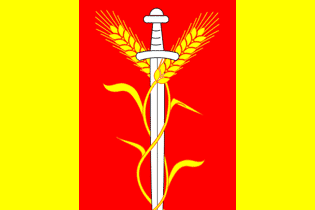
Красноармейское сельское поселение
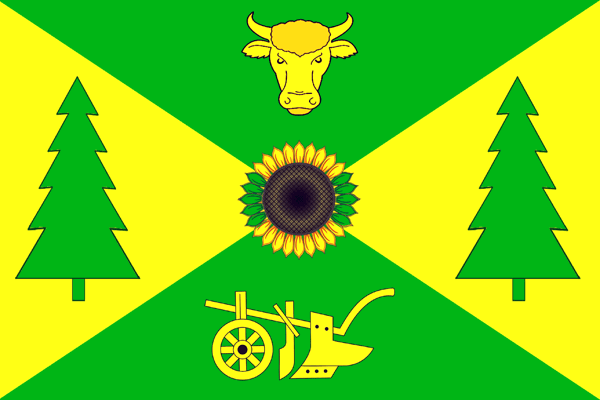
Трудовое сельское поселение
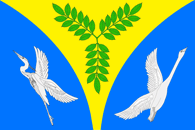
Ясенское сельское поселение